# Aleksej Tjervotkin
Aleksej Aleksandrovitj Tjervotkin (ryska: Алексей Александрович Червоткин), född 30 april 1995, är en rysk längdskidåkare som debuterade i världscupen den 8 mars 2015 i Lahtis, Finland. Hans första pallplats i världscupen kom i stafett den 24 januari 2016 i Nové Město na Moravě, Tjeckien.
Vid olympiska vinterspelen 2018 tog Tjervotkin ett lagsilver i långa stafetten.